# Rot (Murg)
Die Rot (früher auch Roth) ist ein etwa 17 km langer Bach im Grenzgebiet der drei Kantone Bern, Luzern und Aargau.  Sie ist der rechte und südsüdöstliche Quellfluss der Murg.

## Geographie

### Verlauf
Die Rot entspringt östlich der Gemeinde Gondiswil, fliesst an Grossdietwil und Altbüron vorbei nach St. Urban und vereinigt sich nach Roggwil mit der Langete; von dort an bis zur Mündung in die Aare heisst das Gewässer Murg. 
Die Rot bildet auf fast ihrer gesamten Länge von 17 km die Grenze des Kantons Bern zu den Kantonen Luzern beziehungsweise Aargau. Bei St. Urban befindet sich auf der rechten Flussseite oberhalb der Zofingerstrasse der Grenzstein des Dreikantonsecks Aargau, Bern und Luzern.

### Einzugsgebiet
Das Einzugsgebiet hat eine Fläche von 46,1 km²; es wird zu 66 % landwirtschaftlich genutzt; 27 % sind von Wald und Gehölz bedeckt, 7 % sind überbaut.

### Zuflüsse
- Schwändibach (links)
- Brüggeweidbächli (links)
- Mülibach (rechts)
- Fischbächli (links)
- Haldenbach (rechts)
- Wässerbach (rechte Abzweigung)
- Dorfbach (links)
- Schwarzebach (links)
- Rickebach (links)
- Ziegelwaldgräbli (links)
- Stäckholzergräbli (links)
- Seijumattbächli (links)
- Buechwaldbächli (links)
- Stampfibach (rechte Abzweigung)

## Hydrologie
Der Abfluss der Rot bei der Messstation Roggwil beträgt im langjährigen Mittel 0,89 m³/s. Die mittleren Monatsabflüsse schwanken zwischen 0,6 m³/s im August und 1,16 m³/s im März. Bei Hochwasser wurden über 40 m³/s gemessen. 
Der Bach mäandriert stark und bildet zusammen mit den Wassergräben (Seitenkanälen) ein stark verzweigtes Gewässernetz.

## Natur und Umwelt

### Abwasserreinigung
Die Gemeinden im Einzugsgebiet der Rot sind durch einen Sammelkanal an die ARA Murg bei Wynau angeschlossen, welche die Aare als starken Vorfluter nutzt. Die Abwasserreinigungsanlage wird von einem Zweckverband aus 12 Gemeinden getragen und steht seit 1979 in Betrieb.

### Wässermatten

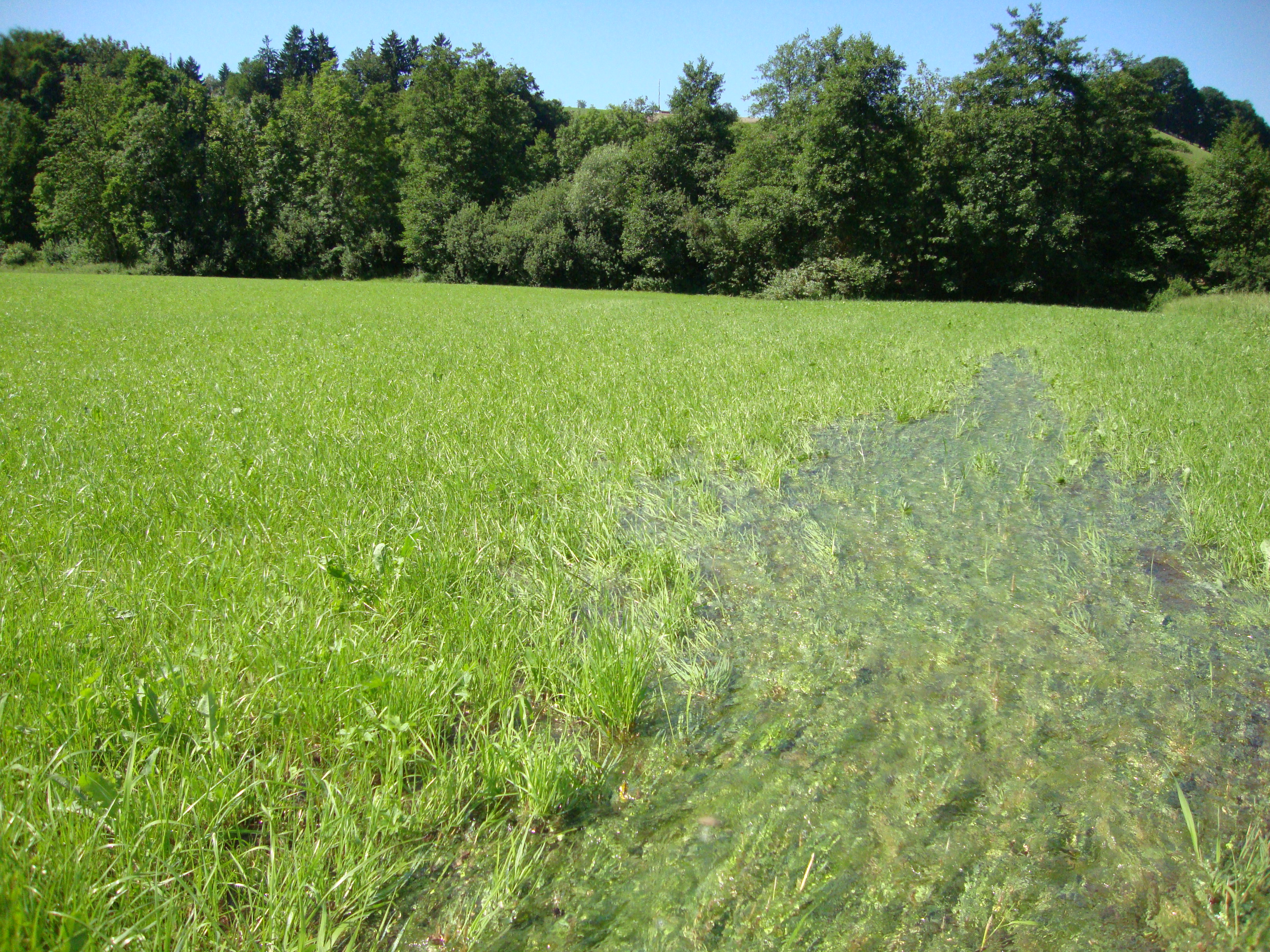
Wiesenbewässerung im Rottal

Die Tallandschaft der Rot wird durch die Wässermatten geprägt, die ihr ein dauerhaft grünes und reich gegliedertes Aussehen verleihen. Die durch Wiesenbewässerung entstandene Kulturlandschaft wurde 1983 als Objekt-Nr. 1312 ins Bundesinventar der Landschaften und Naturdenkmäler von nationaler Bedeutung aufgenommen. 
Schutz und Erhalt der Wässermatten-Tradition sind im Rottal ähnlich wie an der Langete geregelt: Die Bewirtschafter haben sich gegenüber der Wässermatten-Stiftung (an der seit 1994 auch der Kanton Luzern beteiligt ist) zu reinem Grasanbau mit Bewässerung sowie zur Erneuerung und zum Erhalt ihrer Wässeranlagen verpflichtet; im Gegenzug werden sie von der Stiftung für Mehraufwand und Minderertrag entschädigt.

### Biologie
Die Rot ist über weite Strecken von Ufergehölz gesäumt. Zusammen mit den Wässermatten bildet sie einen naturnahen Lebensraum, der sich durch eine hohe Artenvielfalt auszeichnet. So sind im Rottal insgesamt 21 Heuschreckenarten verzeichnet worden; darunter die stark vom Aussterben bedrohte Sumpfschrecke.
Der Fischbestand in der Rot besteht vorwiegend aus Bachforellen; es kommen aber auch Groppen und seltenere Arten wie das Bachneunauge vor. Der einst verbreitete Fischotter ist aus dem Rottal verschwunden, Biber kommen wieder vor. Auch Dohlenkrebse, Gras- und Wasserfrösche kehren allmählich zurück; ihr Fang wurde noch im 19. Jahrhundert gewerbsmässig betrieben.
Der Verein „Lebendiges Rottal“ lässt die von den Zisterziensern des Klosters St. Urban begründete Tradition der Karpfenzucht im Rottal wieder aufleben. Auf seine Initiative hin entstand im Jahr 2004 der „Äschweiher“, ein Karpfenteich bei Ludligen an der Rot. Neben dem Teich wurden auch mehrere kleine Gewässer für Amphibien angelegt. 